# 릉라인민유원지
릉라인민유원지(綾羅人民遊園地, 표준어: 능라인민유원지, 영어: Rungna People's Pleasure Ground)는 조선민주주의인민공화국의 평양직할시 릉라도에 위치한 놀이공원이다. 2012년 7월 25일 준공되었으며, 북측 매체들은 7월 25일 뉴스에서 김정은 당시 국방위원회 제1위원장이 "부인 리설주 동지와 함께 릉라인민유원지 준공식장에 나왔다"고 보도함으로써 부인 리설주의 존재가 당시 처음으로 밝혀졌다.

## 시설
2012년 7월 곱등어(표준어: 돌고래)관, 물놀이장, 유희장을 비롯한 1단계 릉라인민유원지 건설을 성과적으로 마친 데 이어 릉라도를 중심으로 모란봉과 문수 지구를 연결하는 삭도(케이블카)와 수족관 건설을 비롯한 2단계 건설에 진입하였다고 북측 매체는 보도하였으며, 또한 2013년 9월 15일 노동신문은 김정은이 릉라인민유원지 유희장에 새로 건설한 입체율동영화관 즉, 4D 영화관과 전자오락관을 돌아봤다고 전했는데, 미니골프장, 미로유희시설도 이곳에 추가로 개장되었다. 조선신보의 보도에 의하면 릉라인민유원지의 곱등어관은 1,460석 규모의 관람석에 곱등어와 물개 등의 공연을 볼 수 있는데 평양-남포 바닷물 수송관으로 서해의 바닷물을 끌어들여 매일 교체 순환시킬 수 있는 펌프 시설을 갖추어서 사계절 공연을 진행할 수 있는 여건이라고 한다.

## 인민사랑으로의 선전
김정은 정권 시대에 건설된 릉라인민유원지, 문수물놀이장, 마식령 스키장 등은 이른바 인민사랑 후대사랑을 상징하는 김정은 시대의 치적물로 선전되고 있으며, 2017년 7월 조선중앙통신은 릉라인민유원지의 준공 이후 5년간 연인원 450만 명의 각 계층 근로자, 청소년 학생들이 방문하였다고 보도했다.

## 같이 보기
- 마식령 스키장
- 문수물놀이장